# Lista de canções escritas e produzidas por Lay Zhang
Zhang Yixing, mais conhecido na carreira musical por seu nome artístico Lay, é um cantor-compositor e produtor chinês. Tornou-se conhecido após participar do show de talentos Star Academy em 2005. Estreou como membro do grupo sul-coreano EXO em abril de 2012, sendo agenciado pela S.M. Entertainment. Seu primeiro lançamento oficial como compositor ocorreu em dezembro de 2014, com a canção "I'm Lay" incluída no álbum Exology Chapter 1: The Lost Planet. Compôs a canção "Promise (EXO 2014)", juntamente com Chen e Chanyeol, para a versão repaginada do segundo álbum de estúdio do EXO, intitulado Love Me Right, lançado em junho de 2015. Em novembro do mesmo ano, lançou a canção "Happy Youth", para a trilha sonora do filme Oh My God, estreando na posição #8 na Billboard V Chart.
Em 27 de maio de 2016, lançou seu primeiro single solo chamado "Monodrama" para o projeto Station. A faixa foi escrita por Lay e co-composta e arranjada com Divine Channel. Em 29 de setembro do mesmo ano, foi anunciado que lançaria uma canção chamada "what U need?" de seu primeiro álbum solo em seu aniversário, 7 de outubro. Lançou seu primeiro extended play em 28 de outubro de 2016, intitulado Lose Control, composto por seis faixas compostas e arranjadas por Lay. Em 25 de setembro de 2017, lançou a canção "I Need U (需要你)" como faixa de pré-lançamento de seu primeiro álbum de estúdio Lay 02 Sheep, lançado digitalmente em 7 de outubro de 2017, juntamente com a faixa-título "Sheep (羊)".

## Canções
|  | Indica lançamento como single                  |
|  | Indica lançamento como single promocional      |
|  | Indica lançamento como single de trilha sonora |

| Canção                                   | Ano  | Álbum                                   | Artista(s)                                  | Letra     | Letra                              | Música    | Música                                 | Arranjo   | Arranjo                    |
| Canção                                   | Ano  | Álbum                                   | Artista(s)                                  | Creditado | Com                                | Creditado | Com                                    | Creditado | Com                        |
| ---------------------------------------- | ---- | --------------------------------------- | ------------------------------------------- | --------- | ---------------------------------- | --------- | -------------------------------------- | --------- | -------------------------- |
| A                                        |      |                                         |                                             |           |                                    |           |                                        |           |                            |
| "Alone (一个人 / One Person)"            | 2015 | Ex Files 2: The Backup Strikes Back OST | Lay (Zhang Yixing)                          | Sim       | —                                  | Sim       | —                                      | Sim       | —                          |
| B                                        |      |                                         |                                             |           |                                    |           |                                        |           |                            |
| "Boss (老大)"                            | 2017 | Lay 02 Sheep                            | Lay (Zhang Yixing)                          | Não       | —                                  | Sim       | Command Freaks                         | Sim       | Command Freaks             |
| C                                        |      |                                         |                                             |           |                                    |           |                                        |           |                            |
| "Can you feel me"                        | 2017 | Winter Special Gift                     | Lay (Zhang Yixing)                          | Não       | —                                  | Sim       | Qi Zhe Xi Onestar [ 14 ]               | Sim       | Qi Zhe Xi                  |
| "Christmas Love (聖誕的愛)"              | 2017 | Winter Special Gift                     | Lay (Zhang Yixing)                          | Não       | —                                  | Sim       | Onestar                                | Sim       | Onestar                    |
| D                                        |      |                                         |                                             |           |                                    |           |                                        |           |                            |
| "Dancing Young"                          | 2015 | Lançamento sem álbum                    | Lay (Zhang Yixing)                          | Sim       | —                                  | Sim       | —                                      | Sim       | —                          |
| "Director (导演)"                        | 2017 | Lay 02 Sheep                            | Lay (Zhang Yixing)                          | Sim       | —                                  | Sim       | Devine Channel TONY Casper             | Sim       | Devine Channel             |
| G                                        |      |                                         |                                             |           |                                    |           |                                        |           |                            |
| "Gift to XBACK (小小禮物)"               | 2017 | Winter Special Gift                     | Lay (Zhang Yixing)                          | Sim       | —                                  | Sim       | Command Freaks                         | Não       | —                          |
| "Goodbye Christmas" (English Version)    | 2017 | Winter Special Gift                     | Lay (Zhang Yixing)                          | Não       | —                                  | Sim       | Onestar                                | Sim       | Kil Eun-kyong              |
| "Goodbye Christmas (聖誕又至)"           | 2017 | Winter Special Gift                     | Lay (Zhang Yixing)                          | Não       | —                                  | Sim       | Onestar                                | Sim       | Kil Eun-kyong              |
| H                                        |      |                                         |                                             |           |                                    |           |                                        |           |                            |
| "Hand (匕首)"                            | 2017 | Lay 02 Sheep                            | Lay (Zhang Yixing)                          | Sim       | Liu Yuan                           | Sim       | Julien Maurice Moore MZMC              | Sim       | —                          |
| "Happy Youth (Youth Happiness)"          | 2015 | Oh My God OST                           | Lay (Zhang Yixing) Coco Jiang Wen Li Xiaolu | Sim       | Hou Hao Zhong                      | Sim       | Hou Hao Zhong                          | Sim       | —                          |
| I                                        |      |                                         |                                             |           |                                    |           |                                        |           |                            |
| "I Need U (需要你)"                      | 2017 | Lay 02 Sheep                            | Lay (Zhang Yixing)                          | Sim       | Zhou Wei Jie                       | Sim       | Devine Channel                         | Sim       | Devine Channel             |
| "I'm Coming"                             | 2014 | Lançamento sem álbum                    | Lay (Zhang Yixing)                          | Sim       | —                                  | Sim       | —                                      | Sim       | —                          |
| "I'm Lay"                                | 2014 | Exology Chapter 1: The Lost Planet      | Lay (Zhang Yixing)                          | Sim       | —                                  | Sim       | —                                      | Sim       | Command Freaks             |
| L                                        |      |                                         |                                             |           |                                    |           |                                        |           |                            |
| "Lose Control"                           | 2016 | Lose Control                            | Lay (Zhang Yixing)                          | Sim       | CC                                 | Sim       | Devine Channel                         | Sim       | Devine Channel             |
| M                                        |      |                                         |                                             |           |                                    |           |                                        |           |                            |
| "Mask (面罩)"                            | 2017 | Lay 02 Sheep                            | Lay (Zhang Yixing)                          | Sim       | Dom.T                              | Sim       | Julien Maurice Moore MZMC Andrew Bazzi | Sim       | —                          |
| "Monodrama (모노드라마)"                 | 2016 | S.M. Station Season 1                   | Lay (Zhang Yixing)                          | Sim       | CC                                 | Sim       | Devine Channel                         | Sim       | Devine Channel             |
| "MYM (Miss You Much)"                    | 2016 | Lose Control                            | Lay (Zhang Yixing)                          | Sim       | —                                  | Sim       | Command Freaks                         | Sim       | Command Freaks Maeng Yonze |
| "MYM (Miss You Much)" (Acoustic version) | 2016 | Lose Control                            | Lay (Zhang Yixing)                          | Sim       | —                                  | Sim       | —                                      | Sim       | Maeng Yonze                |
| P                                        |      |                                         |                                             |           |                                    |           |                                        |           |                            |
| "Peach (桃)"                             | 2017 | Lay 02 Sheep                            | Lay (Zhang Yixing)                          | Não       | —                                  | Sim       | Devine Channel J Skillz JDODD          | Sim       | Devine Channel             |
| "Pray (祈愿)"                            | 2017 | Operation Love OST                      | Lay (Zhang Yixing)                          | Sim       | —                                  | Sim       | —                                      | Sim       | —                          |
| "Pray (祈愿)" (Piano String Version)     | 2017 | Operation Love OST                      | Lay (Zhang Yixing)                          | —         | —                                  | Sim       | —                                      | Sim       | —                          |
| "Pray (祈愿)" (Piano Version)            | 2017 | Operation Love OST                      | Lay (Zhang Yixing)                          | —         | —                                  | Sim       | —                                      | Sim       | —                          |
| "Promise (約定 / EXO 2014)"              | 2015 | Love Me Right                           | EXO                                         | Sim       | Kim Jong-dae Park Chan-yeol [ 16 ] | Sim       | Deez                                   | Sim       | Deez                       |
| "Promise (약속 / EXO 2014)"              | 2015 | Love Me Right                           | EXO                                         | Não       | —                                  | Sim       | Deez                                   | Sim       | Deez                       |
| R                                        |      |                                         |                                             |           |                                    |           |                                        |           |                            |
| "Relax"                                  | 2016 | Lose Control                            | Lay (Zhang Yixing)                          | Sim       | —                                  | Sim       | Devine Channel                         | Sim       | Devine Channel             |
| S                                        |      |                                         |                                             |           |                                    |           |                                        |           |                            |
| "Shake (搖擺)"                           | 2017 | Lay 02 Sheep                            | Lay (Zhang Yixing)                          | Sim       | Dom.T                              | Sim       | Devine Channel                         | Sim       | —                          |
| "Sheep (羊)"                             | 2017 | Lay 02 Sheep                            | Lay (Zhang Yixing)                          | Sim       | Dom.T                              | Sim       | Devine Channel JDODD                   | Sim       | Devine Channel             |
| T                                        |      |                                         |                                             |           |                                    |           |                                        |           |                            |
| "Tonight"                                | 2016 | Lose Control                            | Lay (Zhang Yixing)                          | Sim       | CC Wang Yajun                      | Sim       | Devine Channel                         | Sim       | Devine Channel             |
| "Too Much (太多)"                        | 2017 | Lay 02 Sheep                            | Lay (Zhang Yixing)                          | Sim       | Dom.T                              | Sim       | Devine Channel                         | Sim       | —                          |
| W                                        |      |                                         |                                             |           |                                    |           |                                        |           |                            |
| "what U need?"                           | 2016 | Lose Control                            | Lay (Zhang Yixing)                          | Sim       | CC                                 | Sim       | Devine Channel                         | Sim       | Devine Channel             |
| X                                        |      |                                         |                                             |           |                                    |           |                                        |           |                            |
| "X Back (興迷)"                          | 2017 | Lay 02 Sheep                            | Lay (Zhang Yixing)                          | Sim       | Wang YaJun                         | Sim       | The Stereotypes                        | Sim       | The Stereotypes            |